# Klytia

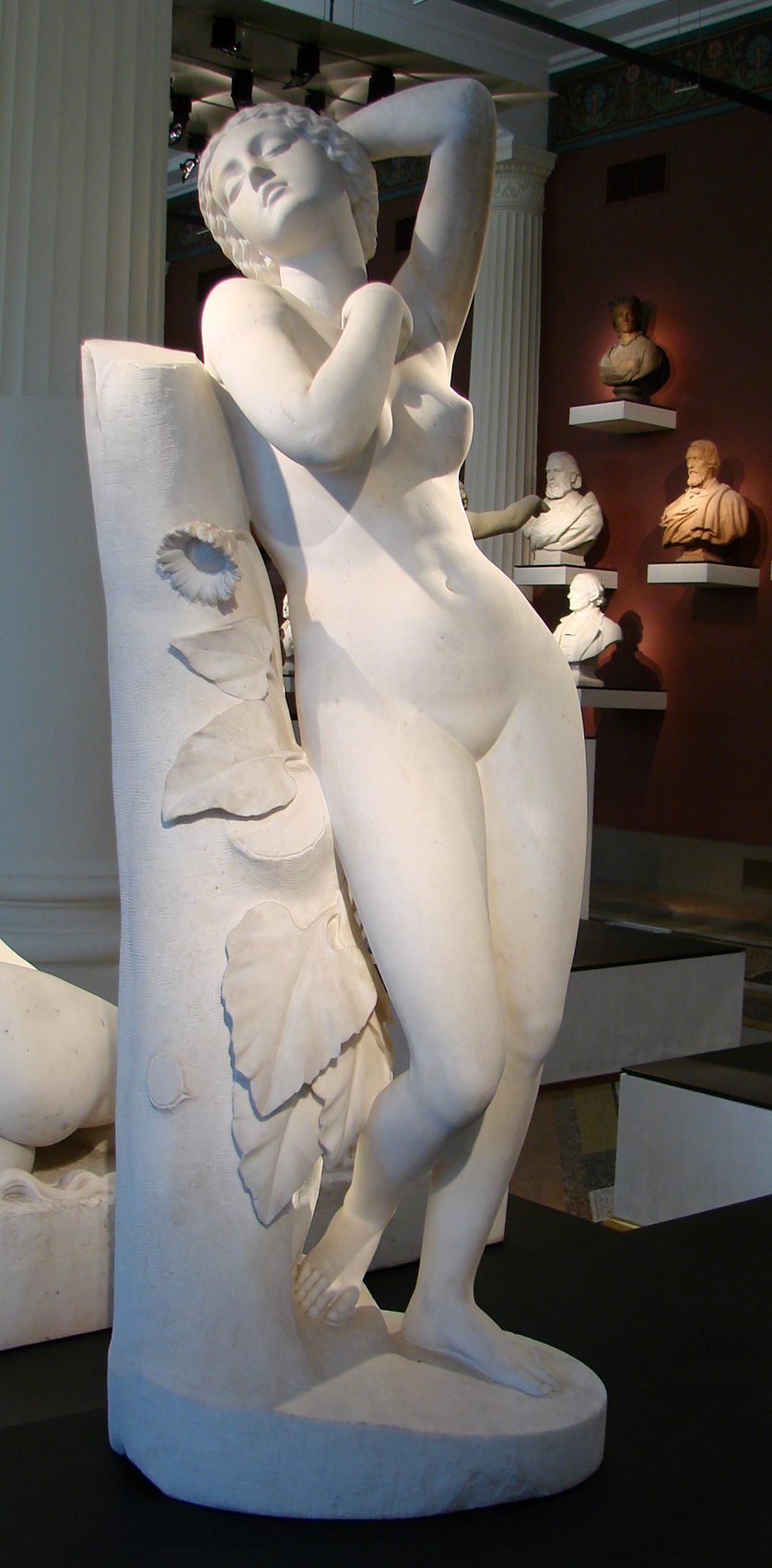
Klytia

Klytia var i grekisk mytologi en nymf och älskad av Apollon (identifierad som solen). Apollon träffade Leukothea och övergav Klytia. Av svartsjuka berättade hon om Apollons kärlek till Leukothea för hennes far, varvid fadern begravde dottern levande. I sin sorg satt hon sedan och stirrade in i solen utan att äta eller dricka, varefter hon omvandlades till en heliotrop, solrosen, en blomma som alltid vänder sina blad mot solen.